# Takao-Klasse
Die Takao-Klasse (japanisch 高雄型) war eine Klasse von vier Schweren Kreuzern der Kaiserlich Japanischen Marine, die im Zweiten Weltkrieg zum Einsatz kam.

## Geschichte

### Entwurf und Bau
Gestützt auf einen Plan der Marineführung aus dem Jahr 1925, während des sogenannten Kreuzerwettrüstens, sollten vier Schiffe eines neuen Kreuzertyps mit 20,3-cm-Hauptartillerie bei 10.000 Tonnen Wasserverdrängung und einer Reichweite von 8000 Seemeilen bei 14 Knoten gebaut werden.
Der verantwortliche Planer Fujimoto Kikuo verwendete die Pläne der Myōkō-Klasse und passte Details der Bewaffnung neuen Erkenntnissen an. So wurde der maximale Winkel, auf den die Geschützrohre angehoben werden konnten, auf 70° erhöht, so dass sie auch zur Flugabwehr eingesetzt werden konnten. Die Torpedobewaffnung, bestehend aus je zwei Zwillingssätzen für Typ-90-Torpedos an backbord und steuerbord, wurde  oberhalb des Rumpfes eingebaut und konnte zum Einsatz außenbords geschwenkt werden. Die Schiffe sollten auch als Befehlszentralen für Flottenoperationen benutzt werden können. Die entsprechenden Räumlichkeiten wurden im Brückenaufbau untergebracht, der auch die Kommunikationszentrale, den Schiffssicherungsgefechtsstand und weitere Abteilungen beherbergte, so dass der Brückenaufbau unverhältnismäßig groß ausfiel.
Baubeginn des ersten Kreuzers der Klasse war 1927. Jedes Schiff erhielt zehn 20-cm-L/50-Hauptgeschütze, die in fünf Doppeltürmen untergebracht wurden. Drei Türme standen auf dem Vorschiff, zwei hinter den Aufbauten. Bei den drei Türmen am Vorschiff wurde nur der zweite Turm (Turm B) überhöht eingebaut, so dass Turm C nicht über den Bug nach vorn feuern konnte.

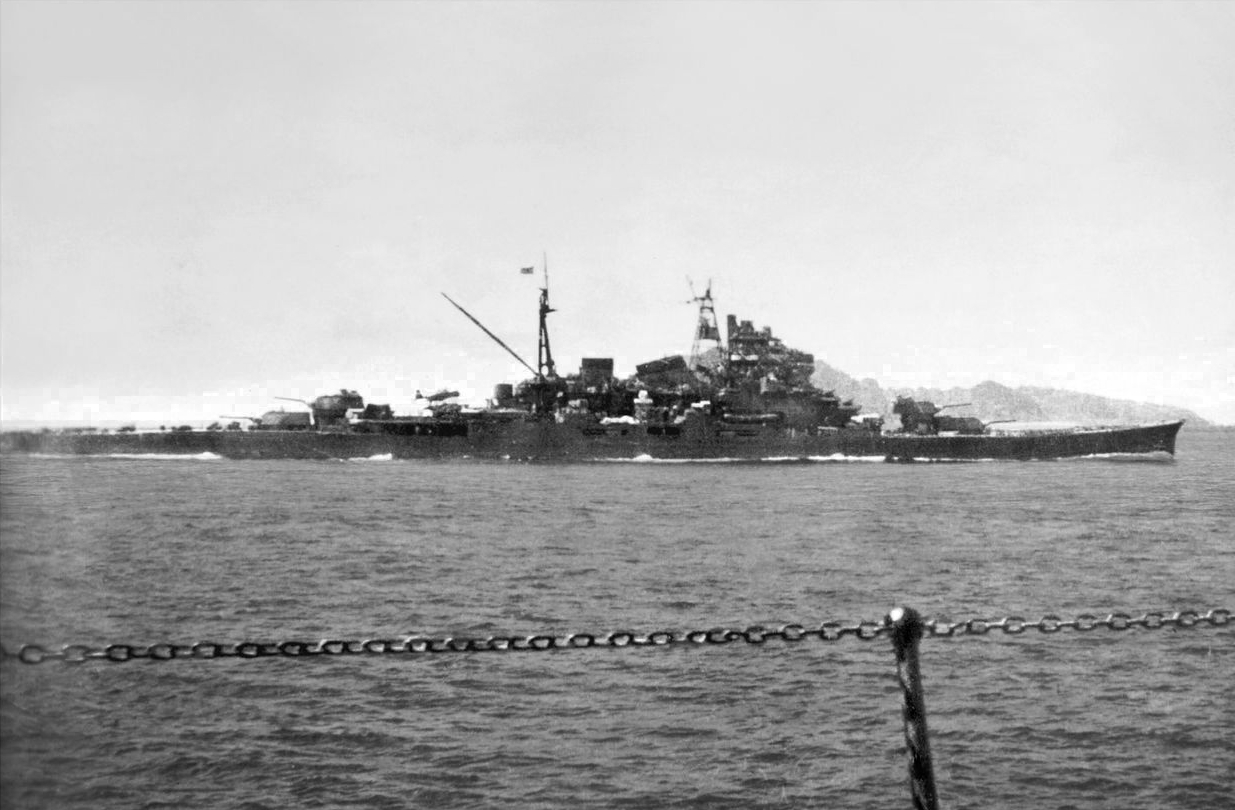
Maya als Flugabwehrkreuzer im Mai 1944

1935 wurden alle vier Kreuzer in die Werft geschickt, um die Steifigkeit ihrer Rümpfe durch das Anschweißen zusätzlicher Stahlplatten erhöhen zu lassen. Diese Maßnahme wurde, nachdem die japanische 4. Flotte schwere Schäden in einem Taifun am 21. September 1935 erlitten hatte, auch bei Schiffen die nicht in den Sturm geraten waren, präventiv durchgeführt. Die Torpedobewaffnung wurde bei der Modernisierung von Atago und Takao zwischen 1938 und 1939 auf Typ-93-Torpedos umgestellt, die jetzt in je zwei Vierfachsätzen an Back- und Steuerbord verbaut wurden. Die gleiche Maßnahme wurde bei Maya Anfang 1944 nachgeholt.
Während des Krieges wurde die Flugabwehrausrüstung der Schiffe verstärkt und die einzeln lafettierten 12-cm-Geschütze auf Atago, Takao (im Frühjahr 1942) und Maya (im Frühjahr 1944) durch Typ 89 12,7-cm-Zwillingslafetten ersetzt. Alle Schiffe wurden im späteren Kriegsverlauf mit einem Typ 21 Suchradar auf dem Vormast und im Sommer 1944 mit Typ 13 Luftwarnradar sowie zwei Typ 22 Seesuch- und Feuerleitradarsystemen nachgerüstet.
Während alle Schiffe der Klasse auch weitere Typ-96-25-mm-Flugabwehrwaffen erhielten, wurde die Maya im Frühjahr 1944 im Zuge der Reparatur der in Rabaul erlittenen Schäden zum Flugabwehrkreuzer umgerüstet und erhielt 13 × 25-mm-Typ-96-Drillingslafetten und 6 × 12,7-cm-Zwillingslafetten. Um Platz für diese Waffen und die zusätzlichen Bedienmannschaften zu schaffen, wurde der beschädigte Hauptgeschützturm C entfernt.

## Einheiten
| Name          | Bauwerft             | Kiellegung       | Stapellauf       | Indienststellung | Verbleib |
| ------------- | -------------------- | ---------------- | ---------------- | ---------------- | --- |
| Takao (高雄)  | Marinewerft Yokosuka | 28. April 1927   | 12. Mai 1930     | 31. Mai 1932     | Sie nahm an zahlreichen Operationen im Pazifikkrieg teil, wie der Jagd nach der Force Z und den amerikanischen Schiffen, die den Doolittle Raid durchgeführt hatten. Am 23. Oktober 1944 wurde sie bei Palawan von zwei Torpedos des amerikanischen U-Bootes USS Darter getroffen, konnte sich aber schwer beschädigt und im Schlepp der Mitsu Maru in den Hafen von Brunei retten. Die entstandenen Schäden wurden nie vollständig repariert und das Schiff schließlich am 31. Juli 1945 in Singapur durch britische Mini-U-Boote der XE-Klasse in flachem Wasser schwer beschädigt. Das Wrack wurde nach dem Krieg bei Zielübungen versenkt. |
| Atago (愛宕)  | Marinewerft Kure     | 28. April 1927   | 16. Juni 1930    | 30. März 1932    | Sie nahm an zahlreichen Operationen im Pazifikkrieg teil, so war sie im November 1942 eines der Schiffe, die während der Seeschlacht von Guadalcanal im Nachtgefecht auf US-Schlachtschiffe trafen. Im November 1943 wurde sie beim Luftangriff auf Rabaul beschädigt. Nach umfassenden Modernisierungsarbeiten im Sommer 1944 wurde sie am 23. Oktober 1944 bei Palawan von vier Torpedos des amerikanischen U-Bootes USS Darter getroffen und ging nach 20 Minuten unter. |
| Chōkai (鳥海) | Mitsubishi, Nagasaki | 26. März 1928    | 5. April 1931    | 30. Juni 1932    | Sie nahm an zahlreichen Operationen im Pazifikkrieg teil, unterstützte unter anderem die Japanische Invasion Javas, fungierte als Sicherung während der Attacke im Indischen Ozean und war Flaggschiff von Admiral Mikawa während der Schlacht vor Savo Island im August 1942. Sie wurde schließlich im Oktober 1944, während der Schlacht vor Samar, durch einen Torpedotreffer, einen Bombentreffer und Geschützfeuer so schwer beschädigt, dass sie aufgegeben werden musste. |
| Maya (摩耶)   | Kawasaki, Kōbe       | 4. Dezember 1928 | 8. November 1930 | 30. Juni 1932    | Sie nahm an zahlreichen Operationen im Pazifikkrieg teil, wie der Schlacht um die Philippinen und der Schlacht um Guadalcanal. Am 23. Oktober 1944 wurde sie bei Palawan von vier Torpedos des amerikanischen U-Bootes USS Dace getroffen und sank innerhalb weniger Minuten, nachdem die vordere Munitionskammer explodiert war. |